# Nattawut Sanguthai
Nattawut Sanguthai (thailändisch ณัฐวุฒิ แสงอุทัย; * 26. April 2006) ist ein thailändischer Fußballspieler.

## Karriere
Nattawut Sanguthai erlernte das Fußballspielen in der Jugendmannschaft des Chiangmai United FC. Hier unterschrieb er im Januar 2023 auch seinen ersten Profivertrag. Der Verein aus Chiangmai spielt in der zweiten Liga, der Thai League 2. In der Rückrunde 2022/23 kam er nicht zum Einsatz. Sein Zweitligadebüt gab Sanguthai am 16. September 2023 (5. Spieltag) im Heimspiel gegen den Erstligaabsteiger Nongbua Pitchaya FC. Bei der 1:3-Heimniederlage wurde er in der 72. Minute für Warayut Klomnak eingewechselt.